# Robert Ganzo
Robert Ganzo, né le 22 août 1898 à Caracas, mort le 6 avril 1995 à Boulogne-Billancourt, est un poète d’origine vénézuélienne d'expression française.

## Biographie
Isaac Robert Ganzo est né le 22 août 1898 à Caracas, au Venezuela. Il est le fils de Moïse et Esther Ganzo (une Française), qui viennent de Port-Saïd en Égypte. Il a trois frères et sœurs plus jeunes que lui.
En avril 1900 la famille quitte le Venezuela pour la Belgique à cause de difficultés financières. Ils s'installent au 330 chaussée d'Alsemberg à Bruxelles.
Dès ses 12 ans, Robert commence à écrire des poèmes et des pièces de théâtre qu'il fait jouer devant le roi des Belges.
Il s'installe à Paris vers 1920 où il devient bouquiniste et libraire. En 1949, il publie une traduction d'un recueil de poèmes de Vincente Gerbasi, Mon père, l'immigrant.
Pendant la Seconde Guerre mondiale il s'engage dans le combat de la Résistance surtout à travers ses poèmes. Étant juif, communiste et résistant, il est arrêté par la Gestapo et emmené sous l'Opéra de Paris en salle d'interrogatoire. Il s'enfuit avec l'aide de son gardien qui connaissait ses poèmes.
À partir des années 60, il se consacre à la préhistoire et publie Histoire avant Sumer et Livres de pierre ou la Préhistoire reconsidérée.
Il meurt le 6 avril 1995 à Boulogne-Billancourt. Ses dernières volontés ont été exécutées par Yvonne Ganzo, sa veuve, par la création d'un prix littéraire Robert Ganzo, décerné à des auteurs de poésie « en prise sur le mouvement du monde, loin du champ clos des laboratoires formalistes et des afféteries postmodernes ».

## Œuvres
Recueils de poèmes et de chansons
- (???) : Si même...
- 1924 : Pirouettes sentimentales : poèmes et chansons
- 1937 : Orénoque
- 1938 : Sept chansons pour Agnès Capri
- 1940 : Lespugue
- 1941 : Rivière
- 1942 : Domaine
- 1947 : Langage
- 1950 : Chansons
- 1951 : Colère
- 1954 : Résurgences

En 1956 paraît L'Œuvre poétique, chez B. Grasset, qui regroupe les recueils Orénoque, Lespugue, Rivière, Domaine, Langage, Colère et Résurgences. Réédité en 1997, chez Gallimard.
Éditions illustrées
- 1942 : 
  - Lespugue, 11 lithographies originales en deux tons de Jean Fautrier (premier livre illustré par le peintre), 123 exemplaires.
  - Par Ganzo, 23 lithographies originales de Gaston-Louis Roux, Paris, chez l'auteur, 95 exemplaires numérotés.
- 1947 : Langage, 12 lithographies originales en couleurs de Gérard Schneider, Paris, Lydia Conti, 112 exemplaires.
- 1966 : Lespugue, 6 eaux-fortes originales d’Ossip Zadkine, Paris, chez Marcel Sautier, 200 exemplaires.

Autres publications
- 1917 : Du bout des lèvres
- 1920 : À celles qui furent nos amantes : Nouvelles chansons anciennes
- 1924 : Moi, danseur (roman)
- 1928 : Le Génie prisonnier
- 1930 : Du dancing ou le Danseur sentimental
- 1947 : Tracts
- 1955 : Tonia Cariffa
- 1957 : Hajdu, vingt-deux reproductions
- 1960 : José Charlet
- 1961 : Olive Tamari
- 1963 : Histoire avant Sumer
- 1974 : Livres de pierre ou Préhistoire reconsidérée
- 1987 (?) :  Au citoyen Gustave-Arthur Dassonville
- 1991 (?) : La Rose et l'Orchidée
- Amérique, avec des gravures et dessins de Ginette Litt.

## Prix Robert-Ganzo
Le prix Robert-Ganzo de poésie est décerné par la Fondation Robert-Ganzo, sous l’égide de la Fondation de France, et ce grâce au legs de son épouse Yvonne Thomas Ganzo aujourd’hui décédée.
Ce prix est pérenne et a été octroyé pour la première fois en avril 2007, sous la houlette du festival international du livre et du film produit par l’association Étonnants Voyageurs.
Décerné à Saint-Malo pendant le festival « Étonnants Voyageurs », le prix Robert-Ganzo entend saluer un poète de tempérament, un aventurier du verbe et de la vie, un passeur d’émotions et de défis, un arpenteur de grand large et d’inconnu.
Récipiendaires du prix Robert-Ganzo
- 2007 : le poète René Depestre, à l'occasion de ses Poésies complètes aux éditions Seghers.
- 11 mai 2008 : l’écrivain marocain Abdellatif Laâbi, pour l’ensemble de son œuvre
- 30 mai 2009 : le poète Franck Venaille, pour son œuvre et son livre intitulé Ça édité au Mercure de France.
- 23 mai 2010 : le poète Bernard Noël, pour son œuvre et son livre intitulé Les Plumes d'Éros édité chez P.O.L.
- 12 juin 2011 : le poète belge Jean-Pierre Verheggen, pour l'ensemble de son œuvre et dernier recueil intitulé Poète bin qu'oui, poète bin qu'non ? édité chez Gallimard.
- 27 mai 2012 : Marie-Claire Bancquart, pour l'ensemble de son œuvre et son dernier recueil intitulé Violente vie édité en mars au Castor astral.
- 20 mai 2013 : le poète Serge Pey, pour l'ensemble de son œuvre dont Ahuc : poèmes stratégiques 1985-2012, qui retrace l’ensemble de son parcours et permet de situer l’auteur à sa juste place dans la littérature contemporaine.
- 8 juin 2014 : Dominique Sampiero, pour l’ensemble de son œuvre et son ouvrage intitulé La vie est chaude paru en 2013 aux éditions Bruno Doucey.
- 24 mai 2015 : Valérie Rouzeau, pour l’ensemble de son œuvre et son ouvrage intitulé Va où, réédité aux éditions de La Table Ronde.
- 2016 : Anise Koltz, pour son ouvrage intitulé Somnambule du jour, chez Gallimard.
- 2017: le prix Ganzo fut attribué à Zéno Bianu pour l’ensemble de son œuvre le 4 juin, lors du Festival international du Livre et du Film Étonnants Voyageurs.
- 2018: Patrick Laupin  reçoit le Prix Robert Ganzo, pour l'ensemble de son oeuvre, le 20 mai à Saint-Malo, lors du Festival des Étonnants Voyageurs.
- 2019: Christian Bobin en est le lauréat pour l'ensemble de son œuvre.
- 2020: Valère Novarina en est l'heureux lauréat.
- 2021 : Claudine Bertrand, pour l'ensemble de son œuvre[7].
- 2022 : Vénus Khoury-Ghata, pour l'ensemble de son œuvre[8].
- 2023 :  Gérard Macé (Grand prix) et Alexis Gloaguen (prix spécial L'Orénoque)[9].
- 2024 : Éric Sarner (Grand prix) et Chehem Watta (prix spécial L'Orénoque) pour l'ensemble de leurs œuvres[10].
- 2025 : Joël Vernet (Grand prix) et Seyhmus Dagtekin (prix spécial L'Orénoque)[11].